# Hòa Khánh Nam (phường)
Hòa Khánh Nam là một phường thuộc quận Liên Chiểu, thành phố Đà Nẵng, Việt Nam.
Phường Hòa Khánh Nam có diện tích 8,7 km², dân số năm 2005 là 11.375 người, mật độ dân số đạt 1.307 người/km².

## Lịch sử
Phường được thành lập năm 2005 trên cơ sở một phần diện tích và dân số của phường Hòa Khánh.